# 比西耶尔 (塞纳-马恩省)
比西耶尔（法語：Bussières，法語發音：[bysjɛʁ] ⓘ）是法国塞纳-马恩省的一个市镇，属于莫城区。

## 地理
比西耶尔（48°55'23"N, 3°14'10"E）面积8.81 平方千米，位于法国法蘭西島大區塞纳-马恩省，该省份为法国北部内陆省份，北起瓦兹省，西接埃松省、马恩河谷省、塞纳-圣但尼省和瓦兹河谷省，南至卢瓦雷省，东南接约讷省，东临马恩省和奥布省，东北接埃纳省。
与比西耶尔接壤的市镇（或旧市镇、城区）包括：帕旺、莫兰河畔奥利、马恩河畔萨西、莫蘭河畔聖西爾、莫兰河畔圣旺、马恩河畔沙尔利、巴斯韦勒、锡特里。

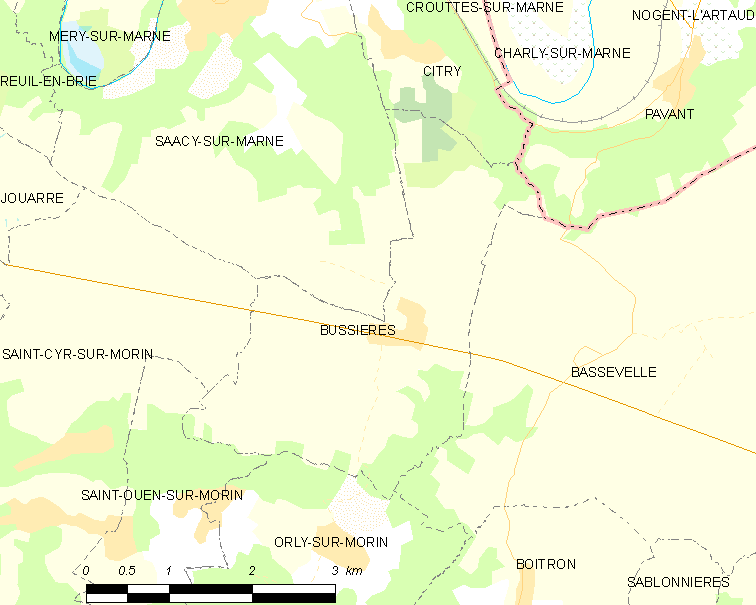
的OSM定位图

比西耶尔的时区为UTC+01:00、UTC+02:00（夏令时）。

## 行政
比西耶尔的邮政编码为77750，INSEE市镇编码为77057。

## 政治
比西耶尔所属的省级选区为拉费泰苏茹阿尔县。

## 人口

1962-2008年间人口变化图示

比西耶尔于2022年1月1日时的人口数量为573人。